# Flaggenverbrennung

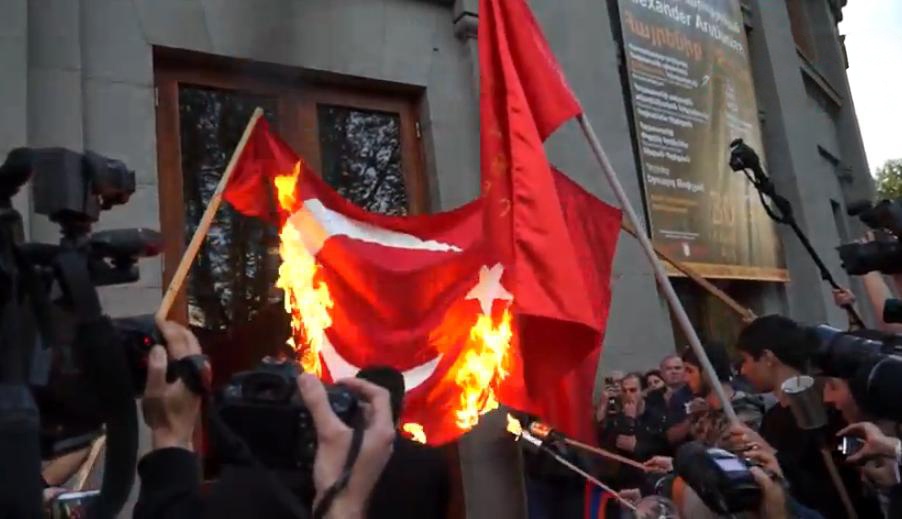
Verbrennung einer türkischen Flagge als Protest gegen den Völkermord an den Armeniern

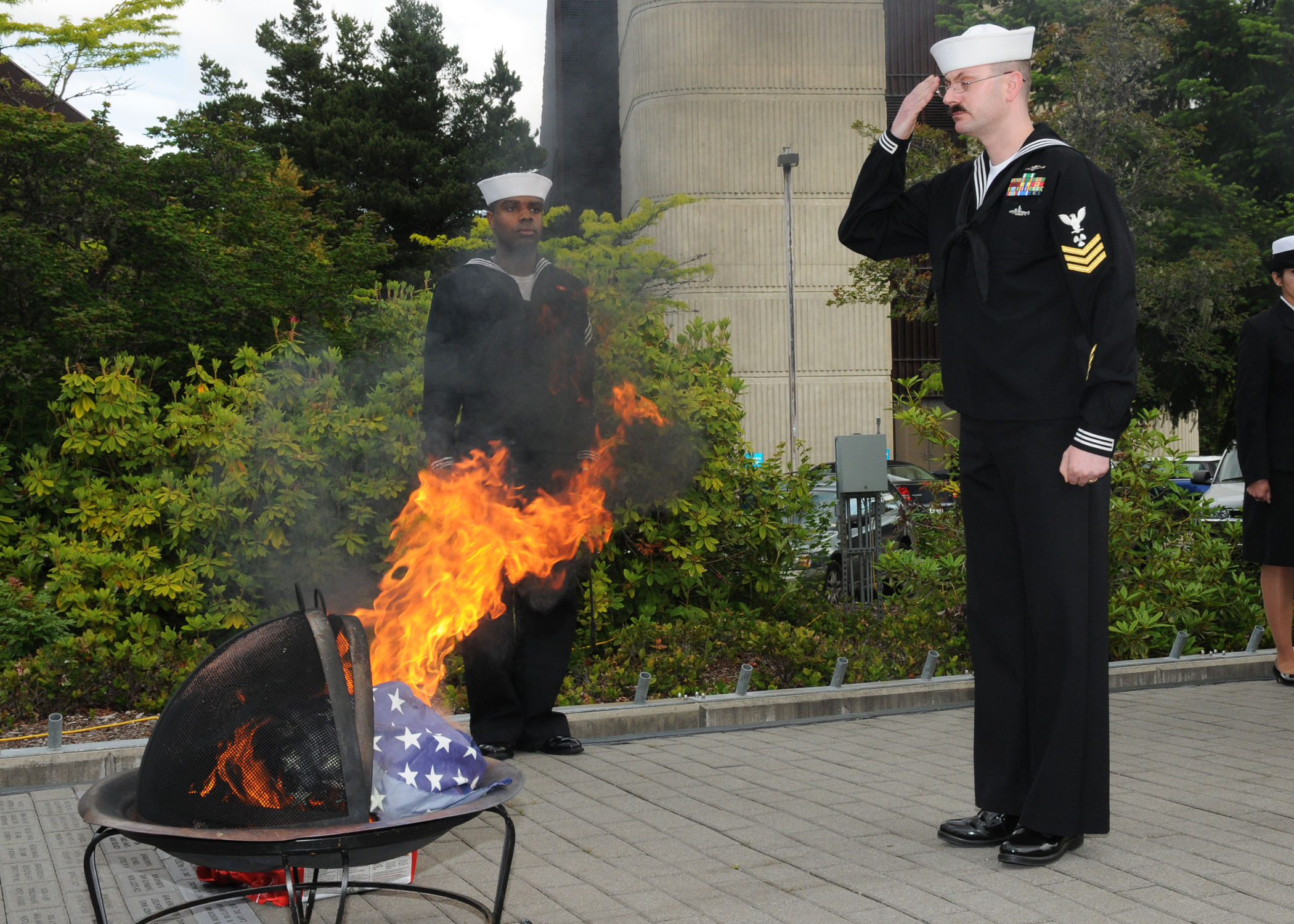
Flaggenverbrennung als ehrenvolle Entsorgung

Das öffentliche Verbrennen von Flaggen ist in der Regel eine symbolische Handlung, um gegen einen Staat oder dessen Politik im Rahmen einer Demonstration zu protestieren. Die Flaggen werden entweder ohne Vorbereitung angezündet oder, medienwirksamer, vorher mit Brandbeschleuniger übergossen.

## Beispiele
Bekannte Fälle sind unter anderem die Bewegung gegen den Vietnamkrieg, bei deren Demonstrationen Flaggen der Vereinigten Staaten von Amerika sowohl in den USA selbst als auch in Westeuropa brannten. Die radikale Linke in Westeuropa verwendete diese Protestform regelmäßig bei Protesten gegen die Politik der USA. Verbrannt wurden aber auch Fahnen des eigenen Landes, wenn damit auf den Zusammenhang zwischen der Politik der USA und beispielsweise Deutschlands hingewiesen werden sollte.
Im Zusammenhang mit Demonstrationen in islamischen Staaten zur Unterstützung der Intifada werden regelmäßig Flaggen der USA, Israels und Großbritanniens verbrannt. Während des Karikaturenstreits wurden auch Flaggen verschiedener europäischer Staaten wie jene Dänemarks und Deutschlands verbrannt.

## Juristischer Hintergrund

### Deutschland
In Deutschland steht das Verbrennen einer „öffentlich gezeigten Flagge der Bundesrepublik Deutschland oder eines ihrer Länder“ unter Strafe (Verunglimpfung des Staates und seiner Symbole, § 90a StGB). Auch der Versuch ist strafbar.
Das Verbrennen ausländischer Flaggen ist in Deutschland strafbar, wenn es sich um „eine auf Grund von Rechtsvorschriften oder nach anerkanntem Brauch öffentlich gezeigte Flagge eines ausländischen Staates“ handelt (§ 104 StGB). Seit dem 24. Juni 2020 steht zudem das öffentliche Verbrennen oder Beschädigen ausländischer Flaggen (sowie Flaggen, welche zum Verwechseln ähnlich aussehen) unter Strafe. Anlass war das wiederholte Verbrennen israelischer Fahnen bei Demonstrationen, darunter im Dezember 2017 in Berlin.

### Österreich
In Österreich ist die Flaggenverbrennung nicht ausdrücklich verboten. Es gilt § 248 Strafgesetzbuch (Herabwürdigung des Staates und seiner Symbole), wonach mit bis zu 6 Monaten Freiheits- oder 360 Tagsätzen Geldstrafe bestraft wird wer:
- auf eine Art, dass die Tat einer breiten Öffentlichkeit bekannt wird,
- in gehässiger Weise,
- eine aus einem öffentlichen Anlass oder bei einer allgemein zugänglichen Veranstaltung gezeigte Fahne der Republik Österreich oder eines ihrer Bundesländer beschimpft, verächtlich macht oder sonst herabwürdigt.

Unter anderen Umständen ist z. B. das Verbrennen einer eigenen Fahne im Rahmen einer Demonstration o. Ä. nicht verboten.
§ 317 StGB (Herabwürdigung fremder Symbole) schützt Flaggen fremder Staaten und internationaler Organisationen, sofern die Republik Österreich diplomatische Beziehungen zu diesen unterhält bzw. der jeweiligen Organisation angehört und diese Fahnen von den eigenen oder fremden Behörden angebracht wurden.

### Schweiz
In der Schweiz ist die Schweizerfahne nur dann geschützt, wenn sie von einer Behörde angebracht wurde.
- Art. 270 StGB: Wer ein von einer Behörde angebrachtes schweizerisches Hoheitszeichen, insbesondere das Wappen oder die Fahne der Eidgenossenschaft oder eines Kantons, böswillig wegnimmt, beschädigt oder beleidigende Handlungen daran verübt, wird mit Freiheitsstrafe bis zu drei Jahren oder Geldstrafe bestraft.[4]

Ausländische Fahnen sind nur dann geschützt, wenn sie von einer anerkannten Vertretung dieses Staates öffentlich angebracht wurden.
- Art. 296 StgB: Wer Hoheitszeichen eines fremden Staates, die von einer anerkannten Vertretung dieses Staates öffentlich angebracht sind, namentlich sein Wappen oder seine Fahne böswillig wegnimmt, beschädigt oder beleidigende Handlungen daran verübt, wird mit Freiheitsstrafe bis zu drei Jahren oder Geldstrafe bestraft.[5]

### USA
In den USA steht der eigentliche Akt des Verbrennens der eigenen Flagge nicht unter Strafe, einige Organisationen wie Scouting America oder die Amerikanische Legion verbrennen beschädigte oder verschmutzte Flaggen sogar als rituelle Ehrerbietung. Es kann aber strafrechtlich verfolgt werden, wenn dabei die öffentliche Ordnung gestört oder fremdes Eigentum beschädigt wird. Bestrebungen, die Verfassung um die Strafbarkeit zu erweitern, beschreibt das Flag Desecration Amendment (Flaggenschändungsergänzung).